# Vahram Atayan
Vahram Atayan (* 1972 in Jerewan in Armenien) ist ein deutscher Sprach- und Übersetzungswissenschaftler. Er lehrt als Professor an der Ruprecht-Karls-Universität Heidelberg, Neuphilologische Fakultät, Institut für Übersetzen und Dolmetschen (IÜD).

## Leben
Nach dem Abitur im Jahr 1988 erwarb Atayan ein Diplom in Physik an der Staatlichen Universität Jerewan, Armenien. 2001 schloss er ein Studium zum Diplomübersetzer für Italienisch und Französisch an der Universität des Saarlandes ab, wo er im Jahre 2006 zum Thema Makrostrukturen der Argumentation im Deutschen, Französischen und Italienischen promovierte. Für diese Dissertation erhielt Atayan 2007 den Elise-Richter-Preis des Deutschen Romanistenverbands für die beste sprachwissenschaftliche Doktorarbeit und, ebenfalls 2007, den Eduard-Martin-Preis der Vereinigung der Freunde der Universität des Saarlandes für die beste Dissertation der Philosophischen Fakultät II der Universität des Saarlandes.
Im Jahre 2011 habilitierte er sich mit dem Thema Text und Translation in den romanischen Sprachen: zwischen Notwendigkeit und Möglichkeit und ist seit 2012 Professor für Übersetzungswissenschaft an der Ruprecht-Karls-Universität Heidelberg und Leiter der französischen und der italienischen Abteilung am Institut für Übersetzen und Dolmetschen.
Atayan arbeitet seit 2005 als freiberuflicher Dolmetscher und Übersetzer und hat eine allgemeine Vereidigung für die saarländischen Gerichte und Notare für die Sprachen Armenisch, Französisch, Italienisch und Russisch.
Atayan ist Mitglied im Deutschen Romanistenverband und im Deutschen Italianistenverband. Außerdem ist er Mitglied des Comité de lecture der Zeitschrift Mots. Les langages du politique und Mitherausgeber der Reihe RHETHOS.

## Publikationen (Auswahl)
Eine vollständige Liste der wissenschaftlichen Publikationen findet sich auf der Seite des Instituts für Übersetzen und Dolmetschen der Universität Heidelberg.
Monographien:
- Makrostrukturen der Argumentation im Deutschen, Französischen und Italienischen. Frankfurt, ISBN 363156015X Peter Lang 2006
- Methoden der Übersetzungskritik: ein theorie- und anwendungsbasierter Vergleich. Saarbrücken, ISBN 3639228812, VDM-Verlag 2010

Aufsätze:
- (2005): "Rhétorique et argumentation dans des constellations communicatives complexes", in: Marillaud, Pierre/Gauthier, Robert (Hrsg.): Rhétorique des discours politiques, actes du XXVe colloque d'Albi, Langages et significations, du 10 au 14 juillet 2004, Toulouse, 401-411.
- (2006): "Viele Stimmen – keine Stimmen. Versuch einer polyphoniebasierten Beschreibung von Logos und Ethos in der Argumentation", in: Franceschini, Rita/Stillers, Rainer/Moog-Grünewald, Maria/Penzenstadler, Franz/Becker, Norbert/Martin, Hannelore (Hrsg.): Retorica: Ordnungen und Brüche. Beiträge des Tübinger Italianistentags, Tübingen, 101-116.
- (2007): "Argumentationsstrukturen – ein Äquivalenzparameter bei der Übersetzung?", in: Gil, Al-berto/Wienen, Ursula (Hrsg.): Multiperspektivische Fragestellungen der Translation in der Romania. Hommage an Wolfram Wilss zu seinem 80. Geburtstag, Frankfurt, 61-93.
- (2009): "Délimitation des énoncés, polyphonie et argumentation: quelques considérations sur un 'affreux problème'", in: PhiN - Philologie im Netz 49.
- (2009): "Rinforzo argomentativo e attenuazione argomentativa in francese, italiano, russo, spagnolo e tedesco: una proposta di analisi condotta sulla base di forum di discussione online", in: Gobber, Giovanni et al. (Hrsg.): Word Meaning in Argumentative Dialogue, vol. 1 (= L'analisi linguistica e letteraria" XVI, 2008/1, special issue), 331-342.
- (2009): "Elektronische Übersetzungsbibliographien als translationswissenschaftliches Werkzeug. Eine exemplarische Studie zu den Titeln von Übersetzungen Französisch-Deutsch aus dem 16.-17. Jahrhundert", in: Gil, Alberto/Schmeling, Manfred (Hrsg.): Kultur übersetzen: Zur Wissenschaft des Übersetzens im deutsch-französischen Dialog, Berlin, 167-180.
- (2009): "Metaphorische und metonymische Wortspiele: ein Übersetzungsproblem?", in: Di Meola, Claudio/Gaeta, Livio/Hornung, Antonie/Rega, Lorenza (Hrsg.): Perspektiven Drei. Akten der 3. Tagung Deutsche Sprachwissenschaft in Italien (Rom, 14.-16. Februar 2008), Frankfurt, 417-428.
- (2010): "Come esplicitare l’esplicitazione? Qualche considerazione sull’ipotesi dell’esplicitazione nella teoria della traduzione", in: Iliescu, Maria/Siller-Runggaldier, Heidi M./ Danler, Paul (Hrsg.): Actes du XXVe Congrès International de Linguistique et de Philologie Romanes. Innsbruck, 3-8 Septembre 2007, Tome 1, Berlin, 519-528 (mit Mónika Kusztor).
- (2010): "L’ironie ducrotienne : Ducrot analysé à la Ducrot", in: Atayan, Vahram/Wienen, Ursula (Hrsg.): Ironie et un peu plus. Hommage à Oswald Ducrot pour son 80ème anniversaire, Frankfurt, 9-25 (mit Henning Nølke).
- (2011): "Propositionsbezogene weiterführende Relativsätze in der fachsprachlichen Kommunikation: einige Überlegungen zum tertium comparationis im Sprachvergleich", in: Lavric, Eva/Pöckl, Wolfgang/Schallhart, Florian (Hrsg.): Comparatio delectat. Akten der VI. Internationalen Arbeitstagung zum romanisch-deutschen und innerromanischen Sprachvergleich. Innsbruck, 3.-5. September 2008, Band II, Frankfurt, 563-577.
- (2012): "Marqueurs de l’argumentation multiple dans la phrase relative", in: Doury, Marianne (Hrsg.): L'inscription langagière de l'argumentation, Verbum 23-1, Numéro spécial 93-117.